# Friedrich August Kummer
Friedrich August Kummer (Meiningen, 5 agosto 1797 – Dresda, 22 agosto 1879) è stato un violoncellista, compositore e docente tedesco.

## Biografia
In giovane età la sua famiglia si spostò a Dresda su invito a suo padre, oboista, da parte della cappella di corte. Kummer iniziò lo studio della musica con l'oboe, ma passò subito al violoncello che studiò con famosi maestri come Friedrich Dotzauer e Bernhard Romberg.
Nel 1814 venne inserito nell'orchestra della cappella musicale di Dresda come oboista, fino a quando non si rese libero un posto di violoncello. Nello stesso anno, Carl Maria von Weber nominò Kummer come violoncellista dell'orchestra della Royal Opera House.
Kummer divenne un acclamato violoncellista e nel 1850 venne nominato primo violoncello della cappella di corte, dopo il ritiro di Dotzauer. Kummer, a sua volta, si ritirò nel 1864.

### Metodo
Nel 1839 Kummer scrisse un metodo di esecuzione, Violoncelloschule für den ersten Unterricht (Scuola di Violoncello per il primo ammaestramento), Op. 60, opera che divenne molto popolare.

## Opere (parziale)
- 3 Duos concertans et brillans per violino e violoncello, Op.15
- 3 duetti per due violoncelli, Op.22
- Souvenir de la Suisse, Concertino per violoncello e orchestra o quartetto d'archi o pianoforte, Op.30 (dedicato a Joseph Merk)
- Adagio et variations sur un thème de l'opéra "I Capuleti ed i Montecchi" de Bellini per violoncello e pianoforte o quartetto d'archi, Op.31
- Duo facile sur des thèmes favoris de l'opéra "Les Huguenots" de Meyerbeer per violoncello o viola e pianoforte, Op.34
- Pièce fantastique per violoncello e orchestra o quartetto d'archi o pianoforte, Op.36 (1840)
- 8 grosse Etüden (8 grandi studi) per violoncello (violoncello secondo ad lib.), Op.44
- Deux pièces pour les Amateurs de Piano et de Violoncelle, Op.46
- Amusements pour les amateurs de Pianoforte et de Violoncelle (o viola) sur des Motifs de l'Opéra "Au fidele Berger" d'Adolphe Adam, Op.53
- Anticipations de la russie, Grande fantaisie sur des thèmes nationaux russes per violoncello e orchestra, Op.56
- 10 Melodische Etüden (10 studi melodici) per violoncello (violoncello secondo ad lib.), Op.57
- 2 Duos de concert per violino e violoncello, Op.67
- Fantaisie sur les motifs de l'opéra "Lucia di Lammermoor" de G. Donizetti per violoncello o viola e pianoforte, Op.68 (1841)
- Trois morceaux de salon sur des motifs de Henselt, Reissiger, Malibran per violoncello e pianoforte, Op.69
- Réminiscences de l'opéra "La Favorite" de Donizetti, 2 pezzi per violoncello e pianoforte, Op.70
- La Cantilena élégie per violoncello e pianoforte, Op.72
- Concertino en forme d'une scène chantante per violoncello e pianoforte, Op.73
- Reminiscenses des opéras de Rossini et de Bellini per violino o violoncello accompagnato da trio d'archi o pianoforte, Op.74
- Introduction et polacca brillante, pezzo da concerto per violoncello e orchestra o quartetto d'archi o pianoforte, Op.75
- Fantaisie sur des motifs de l'opéra Rienzi de Richard Wagner per violoncello e pianoforte, Op.78
- 4 Morceaux de salon sur des airs nationaux italiens, ecossais, allemands et espagnols per violoncello e pianoforte, Op.81
- 4 duetti per 2 violoncelli, Op.103
- 12 duetti per 2 violoncelli, Op.105
- Studien (Studi) per violoncello (violoncello secondo ad lib.), Op.106
- Cantilena ed Allegro moderato alla mazurka per violoncello e orchestra o quartetto d'archi o pianoforte, Op.107
- Grazioso affettuoso per violoncello e pianoforte, Op.108
- Les soirées du nord sur des airs russes et bohémiens, Fantaisies per violoncello e pianoforte, Op.115
- Vier Salon-Stücke über Motive aus Rienzi, Holländer & Tannhäuser von Richard Wagner per violoncello e pianoforte, Op. 119
- 60 Exercices journaliers (60 esercizi giornalieri), Op. 125
- 6 duetti per 2 violoncelli, Op.126
- Fantasie über Küchen's Lieder per violoncello e pianoforte, Op.130
- Airs célèbres, trascrizioni per violoncello e pianoforte, Op.142

No.4 Und ob die Wolke sie verhülle air de l'opéra "Der Freischütz" de Weber
- 6 duetti per 2 violoncelli, Op.156